# 한련초속
한련초속(Eclipta)은 국화과에 속하는 속씨식물 속이다. 서너 종으로 이루어져 있다.

## 하위 종
다음 종들을 포함하고 있다.
- Eclipta angusteta[2]
- 한련초 (Eclipta prostrata) (syn. E. alba)
- Eclipta thermails

## 같이 보기
- 국화과 속 목록